# Illmatic
Illmatic is het debuutalbum van de Amerikaanse rapper Nas, uitgebracht op 19 april 1994, door Columbia Records. Het album wordt door velen beschouwd als een van de beste en invloedrijkste hiphopalbums aller tijden.

## Tracklist
| Nr. | Titel                            | Producer(s)     | Duur |
| --- | -------------------------------- | --------------- | ---- |
| 1.  | The Genesis                      | Nas, Faith N.   | 1:45 |
| 2.  | N.Y. State of Mind               | DJ Premier      | 4:53 |
| 3.  | Life's a Bitch (met AZ)          | L.E.S., Nas     | 3:30 |
| 4.  | The World Is Yours               | Pete Rock       | 4:50 |
| 5.  | Halftime                         | Large Professor | 4:20 |
| 6.  | Memory Lane (Sittin' in da Park) | DJ Premier      | 4:08 |
| 7.  | One Love                         | Q-Tip           | 5:25 |
| 8.  | One Time 4 Your Mind             | Large Professor | 3:18 |
| 9.  | Represent                        | DJ Premier      | 4:12 |
| 10. | It Ain't Hard to Tell            | Large Professor | 3:22 |